# Királd
Királd este un sat în districtul Putnok, județul Borsod-Abaúj-Zemplén, Ungaria, având o populație de 940 de locuitori (2011). 

## Demografie
Componența etnică a satului Királd
     Maghiari (97,2%)
     Romi (1,6%)
     Necunoscut (1,2%)
     Alții (1,2%)
Componența confesională a satului Királd
     Fără religie (44,57%)
     Romano-catolici (20,53%)
     Reformați (4,89%)
     Necunoscută (28,4%)
     Alte religii (2,77%)
Conform recensământului din 2011, satul Királd avea 940 de locuitori. Din punct de vedere etnic, majoritatea locuitorilor (97,2%) erau maghiari, cu o minoritate de romi (1,6%). Apartenența etnică nu este cunoscută în cazul a 1,2% din locuitori. Nu există o religie majoritară, locuitorii fiind persoane fără religie (44,57%), romano-catolici (20,53%) și reformați (4,89%). Pentru 28,4% din locuitori nu este cunoscută apartenența confesională.